# Jude Demorest
Claire Jude Demorest, ou simplement Jude Demorest, est une actrice et auteur-compositrice-interprète américaine née le 11 mars 1992 à Détroit, dans le Michigan.
En tant qu'actrice, elle est connue pour son interprétation de Star Davis, le personnage principal de la série télévisée Star. 
Elle est également connue pour avoir participé à l'écriture de la chanson Work from Home du groupe Fifth Harmony, l'un des succès musicaux de l'année 2016 et le plus gros succès du groupe.

## Biographie

### Enfance
Jude Demorest est née à Détroit dans le Michigan aux États-Unis. Issue d'une famille très religieuse, elle allait très souvent à l'église où était donné des cours de comédie, de danse et de chant. Elle commence donc à s'entrainer là-bas.
À l'âge de 16 ans, elle déménage à Los Angeles pour commencer sa carrière d'actrice.

### Carrière
Après plusieurs petits boulots en tant que danseuse et chanteuse, elle signe chez Epic Records via le producteur L.A. Reid. Là-bas, elle travaille notamment avec le groupe Fifth Harmony pour lequel elle co-écrit la chanson Work from Home, succès dans les charts un peu partout dans le monde.
Elle commence à se faire connaitre en tant qu'actrice en décrochant un rôle récurrent dans la troisième et dernière saison de la série télévisée Dallas.
En 2016, elle décroche le rôle de Star Davis, personnage principal de la série télévisée Star. Ce rôle lui permet de montrer tous ses talents, la série mettant en scène un trio de jeunes filles en quête de reconnaissance dans l'industrie musicale.

### Vie privée
Jude Demorest est mariée au producteur et auteur de musique Joshua Coleman, connu sous le nom de scène Ammo, depuis 2016. Début septembre 2018, le couple annonce la naissance de leur premier enfant pour le mois de novembre. Elle donne naissance à un garçon, Judah Coleman, le 11 novembre 2018.

## Filmographie

### Cinéma
- 2009 : History of Made up Things de Ashley Eberbach : Whitney (court-métrage)
- 2012 : The Ghastly Love of Johnny X de Paul Bunnell : une groupie de Mickey O'Flyn
- 2014 : Bipolar de Jean Veber : Sarah
- 2015 : Axiom de Ashley Eberbach : un robot danseur (court-métrage)
- 2019 : Playing God de Scott Brignac : June

### Télévision
- 2010 : Jonas L. A. : Andrea (saison 2, épisode 4)
- 2012 : Hollywood Heights : Andrea (saison 1, épisode 9)
- 2014 : Dallas : Candace (6 épisodes)
- 2014 : The Middle : Samantha (saison 6, épisode 4)
- 2016 - 2019 : Star : Star Davis (48 épisodes)

## Discographie

### Bande-originale
- 2017 : Star: Original Television Soundtrack - Season 1
- 2018 : Star: Original Television Soundtrack - Season 2

### Auteur
- 2012 : Last 1 Standing pour How to Rock
- 2016 : Work from Home des Fifth Harmony feat. Ty Dolla Sign
- 2016 : Nasty de Brooke Candy
- 2017 : Whatcha Gonna Do pour Star
- 2017 : Down des Fifth Harmony feat. Gucci Mane
- 2018 : There For You pour Star
- 2018 : Madonna pour Star